# Centertown, Kentucky
Centertown är en ort i Ohio County, Kentucky, USA. År 2000 hade orten 416 invånare. Den har enligt United States Census Bureau en area på 0,8 km², allt är land.